# Премія «Еммі» за найкращу жіночу роль другого плану в драматичному телесеріалі
Це список лауреатів і номінантів на премію «Еммі» за найкращу жіночу роль другого плану в драматичному телесеріалі.

## Лауреати й номінанти

### 2010-ті
| Рік          | Номінант          | Роль                  | Серіал                    | Епізод                        | Телеканал   |
| 2017 (69-та) | Енн Дауд          | тітка Лідія           | Оповідь служниці          | «Фредова»                     | Hulu        |
| 2017 (69-та) | Узо Адуба         | Сюзанна Воррен        | Помаранчевий — хіт сезону | «People Persons»              | Netflix     |
| 2017 (69-та) | Міллі Боббі Браун | Одинадцять            | Дивні дива                | «Chapter Seven: The Bathtub»  | Netflix     |
| 2017 (69-та) | Кріссі Метз       | Кейт Пірсон           | Це — ми                   | «Pilot»                       | NBC         |
| 2017 (69-та) | Тенді Ньютон      | Мейв Міллей           | Край «Дикий Захід»        | «Trace Decay»                 | HBO         |
| 2017 (69-та) | Саміра Вайлі      | Мойра Стренд          | Оповідь служниці          | «Night»                       | Hulu        |
| 2018 (70-та) | Тенді Ньютон      | Мейв Міллей           | Край «Дикий Захід»        | «Akane no Mai»                | HBO         |
| 2018 (70-та) | Міллі Боббі Браун | Одинадцять            | Дивні дива                | «Chapter Three: The Pollywog» | Netflix     |
| 2018 (70-та) | Алексіс Бледел    | Емілі / Стівенова     | Оповідь служниці          | «Unwomen»                     | Hulu        |
| 2018 (70-та) | Енн Дауд          | тітка Лідія           | Оповідь служниці          | «June»                        | Hulu        |
| 2018 (70-та) | Ліна Гіді         | Серсі Ланністер       | Гра престолів             | «Дракон і вовк»               | HBO         |
| 2018 (70-та) | Ванесса Кірбі     | Принцеса Маргарет     | Корона                    | «Beryl»                       | Netflix     |
| 2018 (70-та) | Івонн Страховскі  | Серена Джой Вотерфорд | Оповідь служниці          | «Women's Work»                | Hulu        |
| 2019 (71-ша) | Джулія Гарнер     | Рут Ленгмор           | Озарк                     | «The Gold Coast»              | Netflix     |
| 2019 (71-ша) | Гвендолін Крісті  | Брієнна Тарт          | Гра престолів             | «Лицар Семи Королівств»       | HBO         |
| 2019 (71-ша) | Ліна Гіді         | Серсі Ланністер       | Гра престолів             | «The Bells»                   | HBO         |
| 2019 (71-ша) | Фіона Шоу         | Керолін Мартенс       | Вбиваючи Єву              | «Nice and Neat»               | BBC America |
| 2019 (71-ша) | Софі Тернер       | Санса Старк           | Гра престолів             | «Вінтерфелл»                  | HBO         |
| 2019 (71-ша) | Мейсі Вільямс     | Арія Старк            | Гра престолів             | «Довга Ніч»                   | HBO         |

### 2020-ті
| Рік          | Номінант            | Роль                  | Серіал                 | Епізод                               | Телеканал   |
| 2020 (72-га) | Джулія Гарнер       | Рут Ленгмор           | Озарк                  | «In Case of Emergency»               | Netflix     |
| 2020 (72-га) | Гелена Бонем Картер | Принцеса Маргарет     | Корона                 | «Cri de Coeur»                       | Netflix     |
| 2020 (72-га) | Лора Дерн           | Рената Кляйн          | Велика маленька брехня | «Tell-Tale Hearts»                   | HBO         |
| 2020 (72-га) | Тенді Ньютон        | Мейв Міллей           | Край «Дикий Захід»     | «The Winter Line»                    | HBO         |
| 2020 (72-га) | Фіона Шоу           | Керолін Мартенс       | Вбиваючи Єву           | «Management Sucks»                   | BBC America |
| 2020 (72-га) | Сара Снук           | Шивон «Шів» Рой       | Спадщина               | «The Summer Palace»                  | HBO         |
| 2020 (72-га) | Меріл Стріп         | Мері Луїза Райт       | Велика маленька брехня | «I Want to Know»                     | HBO         |
| 2020 (72-га) | Саміра Вайлі        | Мойра Стренд          | Оповідь служниці       | «Sacrifice»                          | Hulu        |
| 2021 (73-тя) | Джилліан Андерсон   | Маргарет Тетчер       | Корона                 | «Favourites»                         | Netflix     |
| 2021 (73-тя) | Медлін Брюер        | Джанін Ліндо          | Оповідь служниці       | «Testimony»                          | Hulu        |
| 2021 (73-тя) | Гелена Бонем Картер | Принцеса Маргарет     | Корона                 | «The Hereditary Principle»           | Netflix     |
| 2021 (73-тя) | Енн Дауд            | тітка Лідія           | Оповідь служниці       | «Progress»                           | Hulu        |
| 2021 (73-тя) | Онжаню Елліс        | Іполіта Фрімен        | Країна Лавкрафта       | «I Am»                               | HBO         |
| 2021 (73-тя) | Еміралд Фіннелл     | Камілла Паркер-Боулз  | Корона                 | «Fairytale»                          | Netflix     |
| 2021 (73-тя) | Івонн Страховскі    | Серена Джой Вотерфорд | Оповідь служниці       | «Home»                               | Hulu        |
| 2021 (73-тя) | Саміра Вайлі        | Мойра Стренд          | Оповідь служниці       | «Vows»                               | Hulu        |
| 2022 (74-та) | Джулія Гарнер       | Рут Ленгмор           | Озарк                  | «Sanctified»                         | Netflix     |
| 2022 (74-та) | Патриція Аркетт     | Гармоні Кобел         | Розрив                 | «What's for Dinner?»                 | Apple TV+   |
| 2022 (74-та) | Чон Хо Йон          | Кан Се Бьок / № 067   | Гра в кальмара         |                                      | Netflix     |
| 2022 (74-та) | Крістіна Річчі      | Місті Квіґлі          | Шершні                 |                                      | Showtime    |
| 2022 (74-та) | Рей Сігорн          | Кім Векслер           | Краще подзвоніть Солу  | «Hit and Run»                        | AMC         |
| 2022 (74-та) | Джей Сміт-Камерон   | Джеррі Кіллман        | Спадщина               |                                      | HBO         |
| 2022 (74-та) | Сара Снук           | Шивон «Шів» Рой       | Спадщина               | «Chiantishire»                       | HBO         |
| 2022 (74-та) | Сідні Свіні         | Кессі Говард          | Ейфорія                | «Ruminations: Big and Little Bullys» | HBO         |

## Акторки з кількома перемогами
| 4 перемоги - Ненсі Маршанд 3 перемоги - Еллен Корбі - Джулія Гарнер | 2 перемоги - Бонні Бартлетт - Тайн Дейлі - Блайт Даннер - Джулія Гарнер - Анна Ґанн - Еллісон Дженні - Крісті МакНікол - Меггі Сміт |

## Акторки з кількома номінаціями
| 8 номінацій - Тайн Дейлі 7 номінацій - Ненсі Маршанд - Бетті Томас 6 номінацій - Крістін Баранскі - Барбара Боссон - Стоккард Ченнінг - Крістіна Хендрікс 5 номінацій - Еллен Корбі - Ліна Хіді - Лінда Келсі - Сандра О - Крістіна Піклс | 4 номінації - Гейл Фішер - Сьюзен Руттан - Медж Сінклер - Меггі Сміт - Чандра Вілсон 3 номінації - Барбара Андерсон - Бонні Бартлетт - Емілія Кларк - Кім Делейні - Енн Дауд - Джоанна Фроггатт - Джулія Гарнер - Рейчел Гріффітс - Анна Ґанн - Марг Ґелгенбергер - Шерон Лоуренс - Мелані Мейрон - Крісті Макнікол - Тенді Ньютон - Гейл О'Грейді - Арчі Панджабі - Сьюзен Сент-Джеймс - Ненсі Вокер - Саміра Вайлі | 2 номінації - Узо Адуба - Мері Еліс - Лорен Емброуз - Анджела Беддлі - Барбара Беррі - Мередіт Бакстер - Еліс Бізлі - Кендіс Берген - Гелена Бонем Картер - Міллі Боббі Браун - Роуз Бірн - Блайт Даннер - Сінтія Гірі - Барбара Хейл - Лора Іннес - Еллісон Дженні - Пайпер Лорі - Кей Ленц - Кемрін Мангейм - Джуліанна Маргуліс - Джанель Молоні - Діана Мулдаур - CCH Pounder - Делла Різ - Глорія Рубен - Доріс Робертс - Фіона Шоу - Сара Снук - Івонн Страховскі - Голланд Тейлор - Мора Тірні - Аїда Туртурро - Олена Вердуго - Даян Віст - Мейсі Вільямс |